# 有備館駅
有備館駅（ゆうびかんえき）は、宮城県大崎市岩出山字上川原にある、東日本旅客鉄道（JR東日本）陸羽東線の駅である。

## 歴史
- 1996年（平成8年）3月16日：開業[3]。
- 2024年（令和6年）10月1日：えきねっとQチケのサービスを開始[1][4]。

## 駅構造
単式ホーム1面1線を有する地上駅である。
小牛田統括センター（古川駅）管理の無人駅で、待合室内に乗車駅証明書発行機が設置されている。
駅前の広場には伊達政宗の騎馬像がある。これはもともと仙台駅2階コンコースにあったものである。JR東日本の寄贈により、2008年（平成20年）3月16日より展示されている。

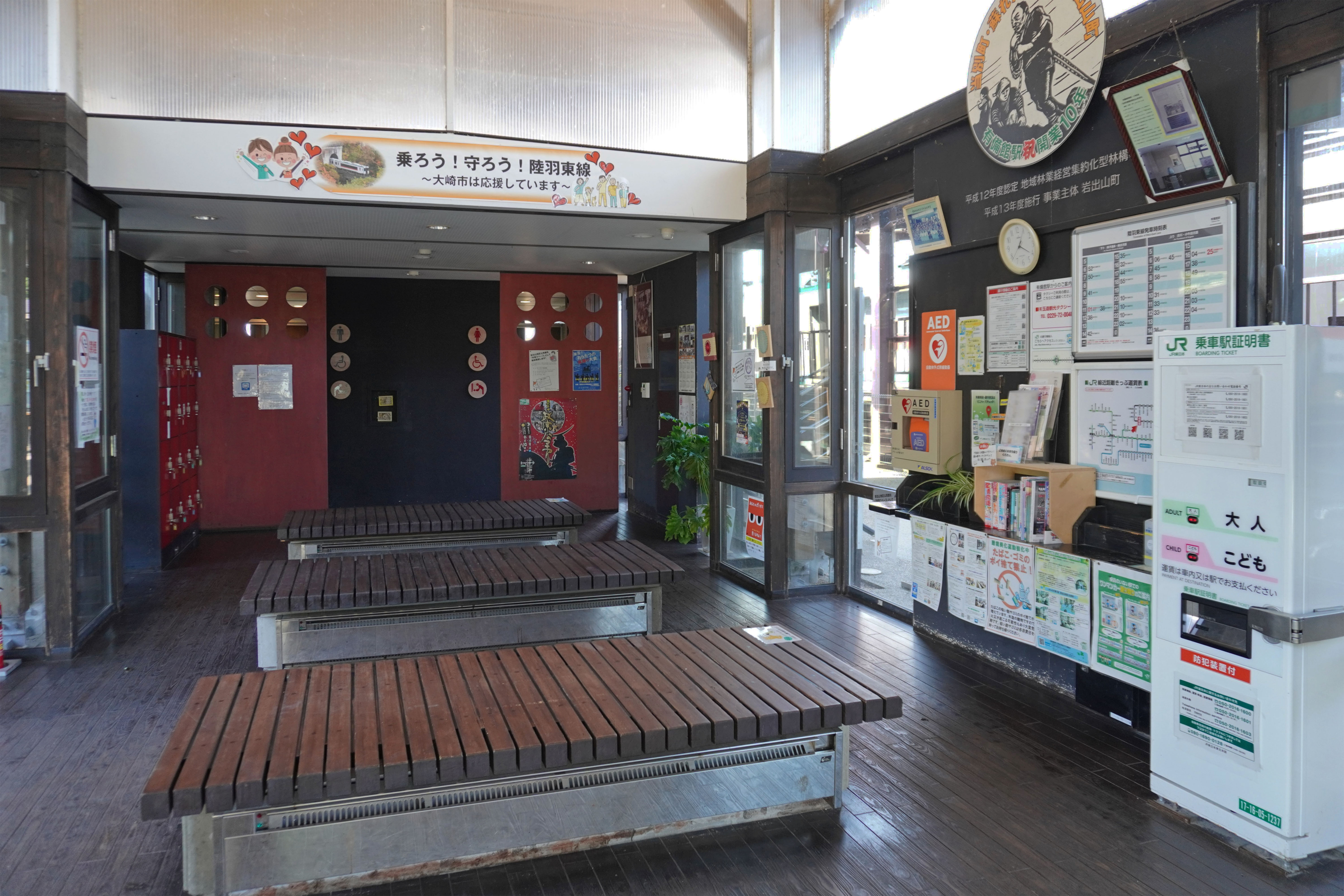
待合室（2023年7月）
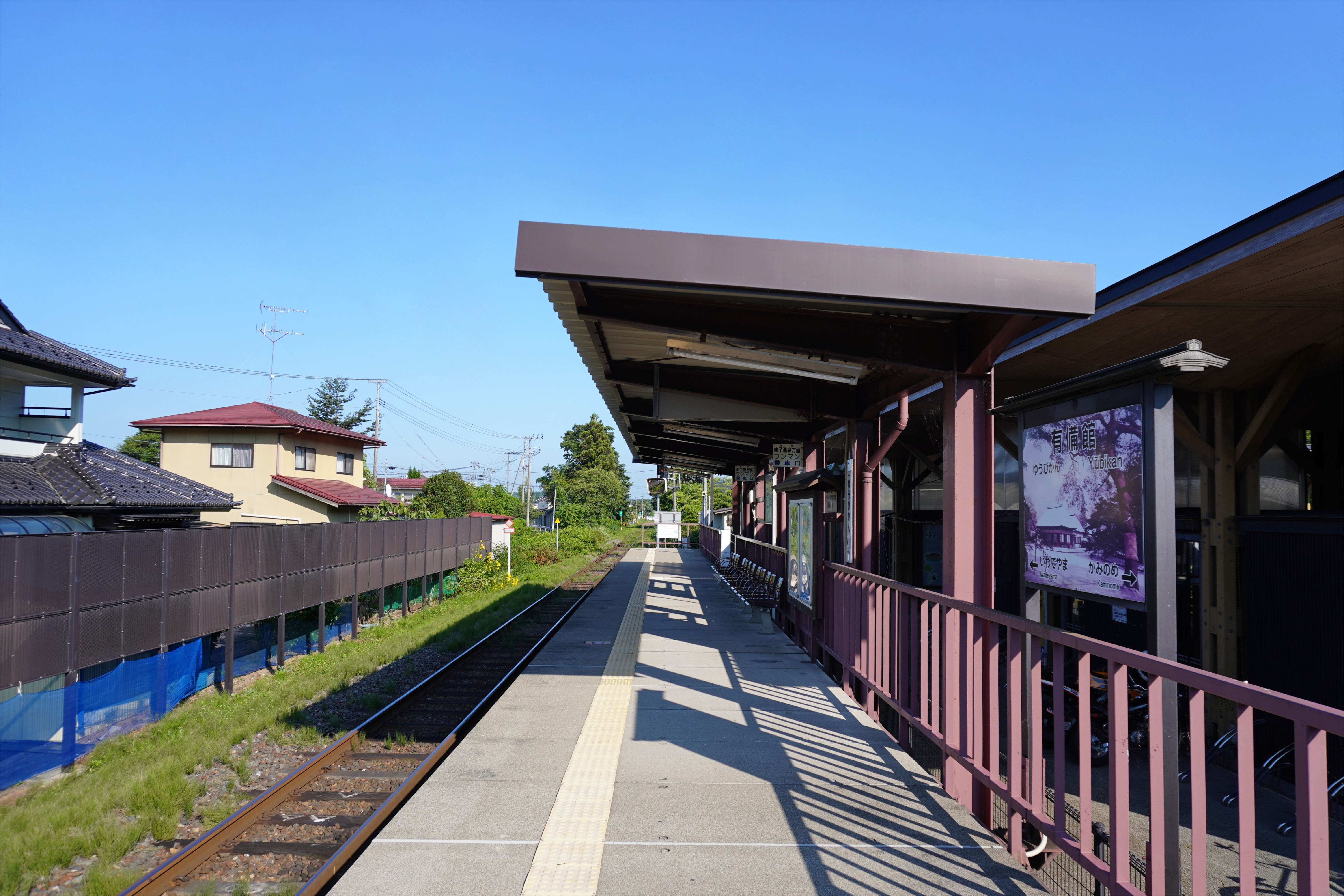
ホーム（2023年7月）

## 駅周辺
駅前に、駅名の由来である有備館がある。有備館は江戸時代に仙台藩の岩出山伊達家によって造られた学問所である。この歴史的な建物のために造られた駅として有備館駅は2002年（平成14年）に東北の駅百選に選定された。
- 岩出山城址
- 宮城県岩出山高等学校
- 大崎市立岩出山中学校
- 大崎市立岩出山小学校
- 感覚ミュージアム

## 隣の駅
東日本旅客鉄道（JR東日本）
■陸羽東線
岩出山駅 - 有備館駅 - 上野目駅